# 1156
1156 (MCLVI) je bilo prestopno leto, ki se je po julijanskem koledarju začelo na nedeljo.

## Dogodki

### Slovenija
- Stična: v okviru tamkajšnjega Cisterijanskega samostana je posvečena samostanska Cerkev Žalostne Matere Božje. Posvetilo opravi oglejski patriarh Pelegrin I.

### Evropa
- 9. junij - Po razveljavitvi zakona z Adelo Vohburško se rimsko-nemški cesar Friderik I. Barbarossa ponovno poroči z burgundsko grofico Beatriko I.
- 17. september - Z listino "Privilegium Minus" potrdi cesar Friderik Barbarossa elevacijo Avstrijske marke v Vojvodino Avstrijo.
- 25. december - Na poti k božični maši je umorjen švedski kralj Sverker Starejši. Že tisti čas ni bilo gotovo, kdo ga je umoril. Za novega kralja je razglašen Erik Sveti.
- Sicilski kralj Vilijem II., ki je okreval po hudi bolezni, zažene protiofenzivo in porazi Bizantince pri Brindisiju. Z zmago si ponovno zagotovi oblast v južni Italiji in utiša papeža Hadrijana IV., ki je z Bizantinci in nemškim cesarjem Barbarosso spletkaril proti njemu.
- Godfrej Anžujski, mlajši brat angleškega kralja Henrika II. ponovno dela probleme svojemu starejšemu bratu s tem, da zahteva svoj delež. Henrik se z njim poravna za letno nadomestilo in dva zelo utrjena gradova, Chinon in Mirebeau.↓
- → Kmalu za tem je odstavljen nanteški grof Hoel. Godfrej si od brata Henrika II. izprosi to grofijo in s tem postane novi grof Nantesa.
- Mosanski zlatarji iz porečja reke Meuse dokončajo zlati oltarni triptih Stavelot.
- Umrlega kölnskega nadškofa Arnolda II. Weidškega zamenja Friderik II. Berški.
- V samostan se umakne meissenški in lužiški mejni grof Konrad Veliki. Mejni grofiji podedujeta sinova Oton II. (Meissen) in Teodor I.
- Umre grof Vilijem IX. Poitierski, triletni in prvi sin angleškega kralja Henrika II. in Eleanore Akvitanske. Grof in grofica Poitiersa ponovno postane eden od številnih minornih nazivov angleškega kraljevskega para.
- Po smrti beneškega doža Domenica Morosinija je za novega doža izvoljen Vitale Michiel II., 38. beneški dož po seznamu. ↓
- → Začetek bančnega poslovanja v Benetkah (in nasploh v Evropi).

### Azija

#### Upor Hogen, Japonska
- 28. julij - Skoraj leto dni po smrti šibkega cesarja Konoa izbruhne kratka in burna ter prelomna državljanska vojna v japonski zgodovini.
- Za prestol se spopadeta cesarja, novi Šo-Sirakava in bivši, ki je abdiciral že leta 1142← , Sutuku. Jedro spora je vprašanje regentstva znotraj klana Fudživara, obe stranki znotraj tega pa potegneta v spor vsak sebi razdeljena samurajska klana Taira in Minamoto.
- 29. junij - Stranka, ki popira cesarja Go-Širakavo, napade ponoči palačo cesarja Sutukuja in porazi njegovo stranko podpornikov.
- Cesar Go-Širakava sicer zmaga in si utrdi vpliv. Največji poraženec je klan Fudživara. Klana Taira in Minamoto, ki sta razdelila podporo med obe stranki, si nazadnje utrdita vpliv in medsebojno rivalstvo.

#### Ostalo
- 17. januar - Umrlega velikega mojstra vitezov Templarjev Andréja de Montbarda nasledi Bertrand de Blanchefort.
- Antioški knez Rejnald Chatillonski zahteva od bizantinskega cesarja in suverena Manuela I. Komnena letno plačo. Ker je ne dobi, se odloči, da bo na lastno pest oplenil bizantinski in večinsko krščanski otok Ciper.↓
  - Da bi dobil denar za plenitev Cipra, Rejnald v "posojilo" prisili patriarha Emerika iz Limogesa, ki ga sredi poletne vročine sleče, pretepe, namaže z medom in obesi na vrh citadele. Emerik se ukloni. ↓
- → Rejnald opleni in uniči do takrat gospodarsko cvetoči Ciper. Veliko prebivalstva, ki se ne morejo odkupiti, iznakazi in pomori. Po plenitvi se Rejnald s sopirati bogato otovorjen vrne domov. ↓
- → Dejanje razsrdi bizantinskega cesarja Manuela I. Komnena, ki začne s pripravami na pohod proti nepokorni Kneževini Antiohiji.
- Jeruzalemski kralj Baldvin III. in sirski vladar Nur ad-Din skleneta začasno premirje. Baldvinov cilj je usmeriti napad proti jugu, kjer je šibkejši Egipt, Nur ad-Din si skuša zavarovati hrbet na severu, kjer ga ogroža Sultanat Rum.
- Umrlega sultana seldžuškega Sultanata Rum Mesuda I. nasledi njegov sin Kilidž Arslan II.
- Oguzi izpustijo iz ujetništva horasanskega sultana Ahmeda Sandžarja.
- Mongolija: Ambagaja, usmrčenega kana vseh Mongolov, nasledi Hutula kan.

### Afrika
- Prebivalci mesta Sfax se uprejo Italonormanski okupaciji in izvedejo pogrom nad kristjani v mestu.

## Rojstva
- 27. oktober - Rajmond VI., touluški grof († 1222)

Neznan datum
- Al-Amidi, islamski pravnik († 1233)
- Bona iz Pise, italijanska mistikinja, voditeljica romanj, svetnica († 1207)
- Izak II. Angel, bizantinski cesar († 1204)
- Magnus V., norveški kralj († 1184)
- Matilda Plantagenet, angleška princesa, saksonska vojvodinja († 1189)
- Minamoto Norijori, japonski bojevnik († 1193)
- Robert iz Auxerreja, francoski kronist († 1212)

## Smrti
- 17. januar - André de Montbard, 5. veliki mojster templarjev (* 1103)
- 20. januar - Sveti Henrik Finski, škof in mučenik
- januar - Mihael Paleolog, bizantinski general
- 14. maj - Arnold II. Weidški, kölnski nadškof, nemški kancler (* 1098)
- 20. julij - cesar Toba, 74. japonski cesar (* 1103)
- 25. december:
  - Peter Častitljivi, francoski benediktanski opat in teolog (* 1094)
  - Sverker I., švedski kralj (* 1134)

Neznan datum
- Ambagaj, kan vseh Mongolov (* ni znano)
- Domenico Morosini, 37. beneški dož
- Mesud I., sultan Sultanata Rum (* 1095)
- Ratibor I., vojvoda Pomorjanskega (* okoli 1124)
- Tjandzuo, zadnji cesar dinastije Ljao (* 1075)
- Vilijem IX., grof Potiersa (* 1153)